# Підлісна (Наровчатський район)
Підлі́сна (рос. Подлесная) — присілок складі Наровчатського району Пензенської області, Росія.
Населення — 14 осіб (2010; 27 у 2002).
Національний склад станом на 2002 рік:
- росіяни — 93 %